# Gleitbauweise

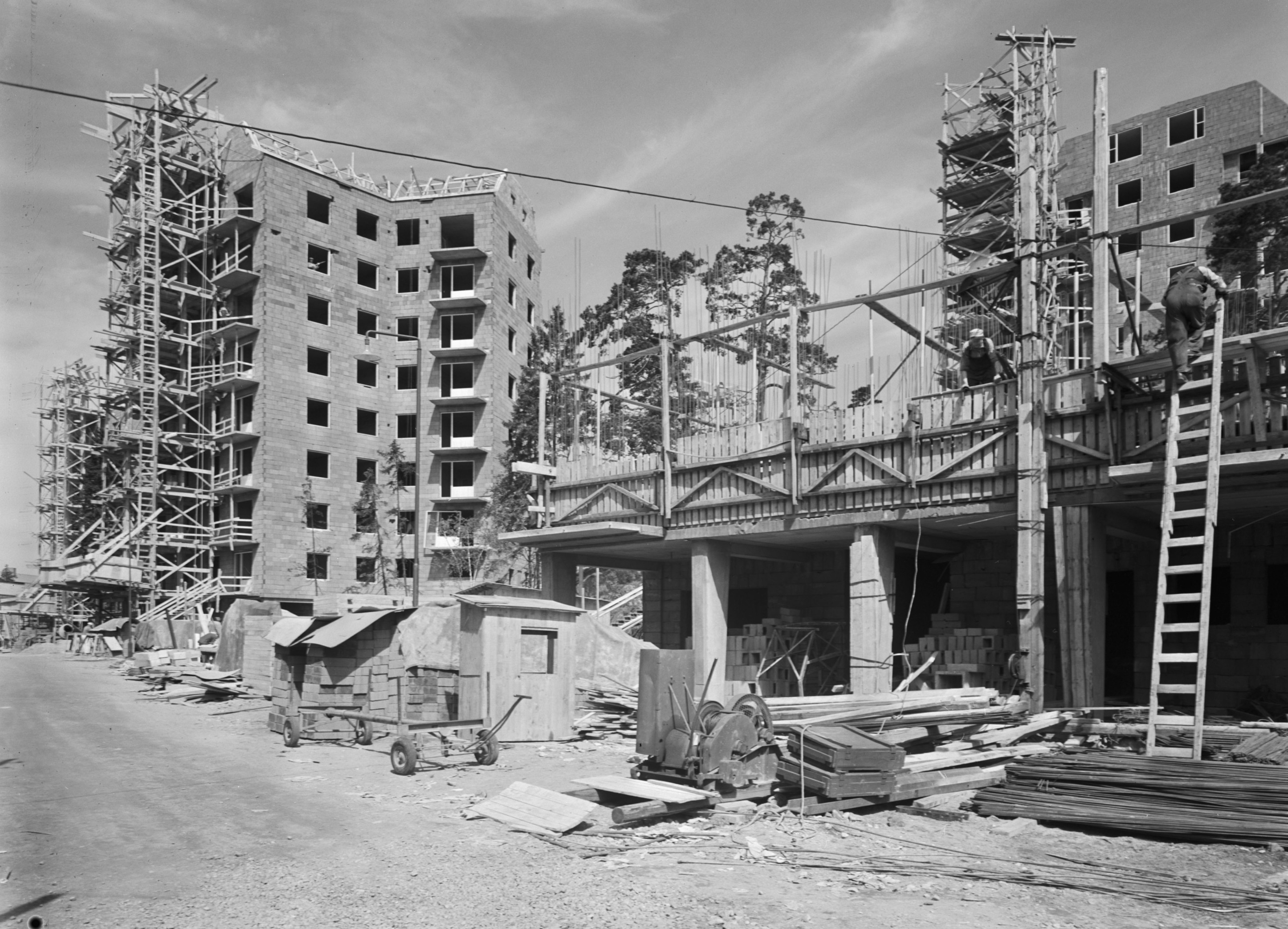
Weltweit erste Wohnhäuser in Gleitbauweise während des Baus 1950 in Västertorp, Schweden durch das Unternehmen Bygging AB

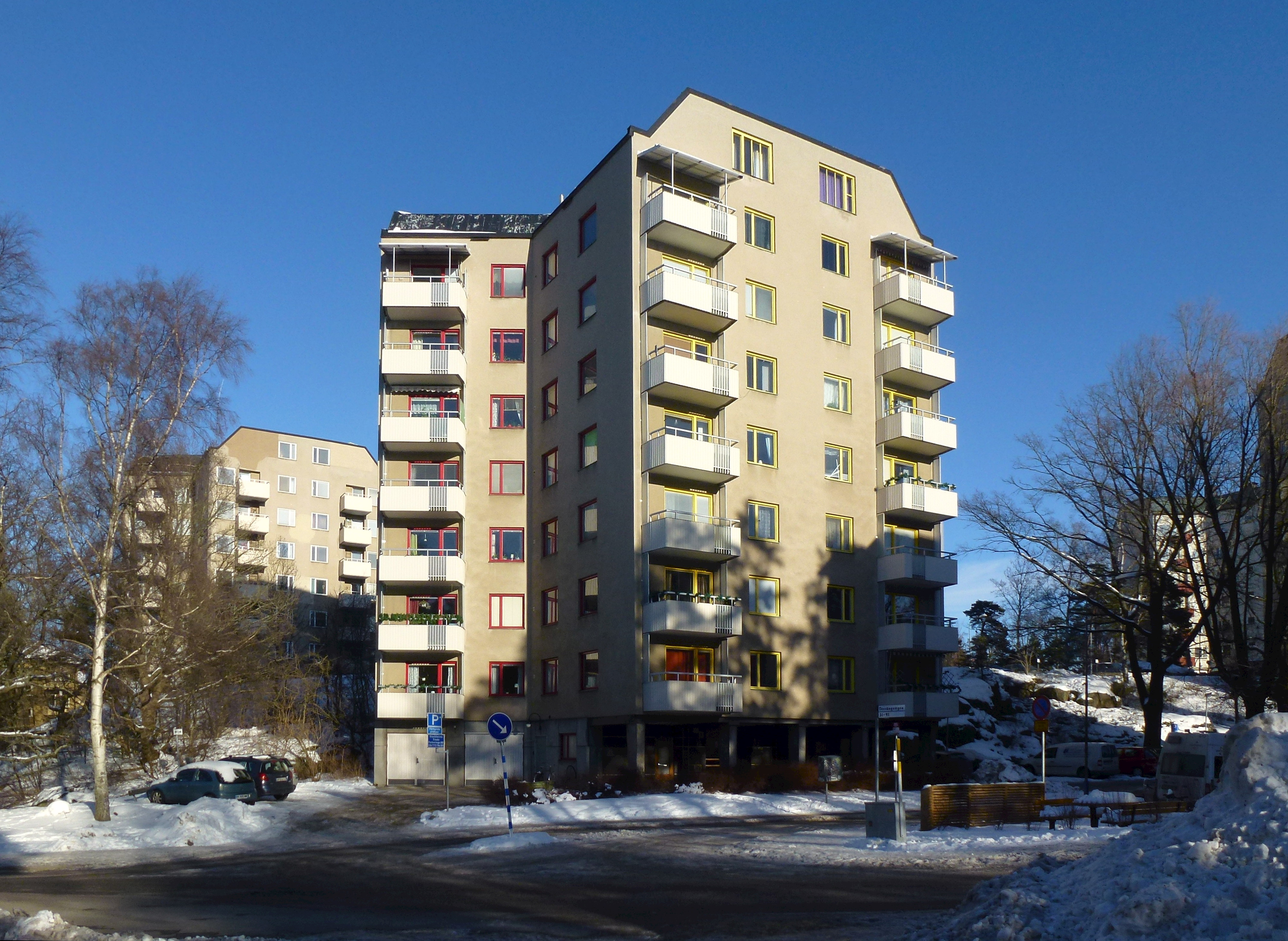
Västertorp Häuser, 2015

Die Gleitbauweise (auch Gleitbauverfahren oder Gleitschalungsfertigung) ist eine Bautechnik im Betonbau, bei der die Schalung mitwandert. Sie stellt eine mögliche Alternative zur neueren Kletterbauweise dar. Das Verfahren ist in Deutschland seit 1927 bekannt. Die weltweit ersten Wohnhäuser in Gleitbauweise wurden 1950 in der schwedischen Hauptstadt Stockholm errichtet.
Die Gleitbauweise wird vor allem bei hohen Betonbauten (beispielsweise Türmen, Schornsteinen, Hochhäusern) angewandt. Die Schalelemente werden nicht umgesetzt, sondern die Schalung (Gleitschalung) wird entsprechend dem fortschreitenden Bau am Bauwerk kontinuierlich weitergeschoben und auf dem bereits betonierten Teil abgestützt, dabei wird der Betoniervorgang nicht unterbrochen. Die gesamte Schalungskonstruktion wird an sogenannten Kletterstangen pneumatisch oder hydraulisch hochgezogen. Der Beton bindet während des Gleitens ab, sodass er am unteren Ende der Schalung eine ausreichende Festigkeit besitzt, um diese abstützen zu können. Die Gleitbauweise muss deshalb, im Gegensatz zur Kletterbauweise, kontinuierlich im 24-Stunden-Schichtbetrieb ablaufen. Dies stellt hohe Anforderungen an die Bautechnologie, da für den Gleitprozess eine kontinuierliche Baustoffzuführung gewährleistet werden muss. Es wird auch beim Bau von Betonstraßen oder Betonschutzwänden eingesetzt.
Bauwerke, die in Gleitbauweise errichtet wurden (Auswahl):
- Weltweit erste Wohnhäuser in Västertorp, Schweden, Baubeginn 1950, erstellt durch das schwedische Unternehmen Bygging AB.[1]
- erstes Hochhaus Deutschlands: Freigebiet-Hochhaus Bremerhaven, 1954
- Marina City, Chicago, Baubeginn 1959
- Emulsionsfabrik EF IV, ORWO Filmfabrik, Wolfen, Baubeginn 1964
- Heinrich-Hertz-Turm, Hamburg, Baubeginn 1966
- City-Hochhaus Leipzig, Baubeginn 1968
- Jentower, Jena, Baubeginn 1970
- Wintergartenhochhaus, Leipzig, Baubeginn 1970
- Funkturm Wien-Arsenal, Baubeginn 1974
- TK-Elevator-Testturm, Rottweil, Baubeginn 2014

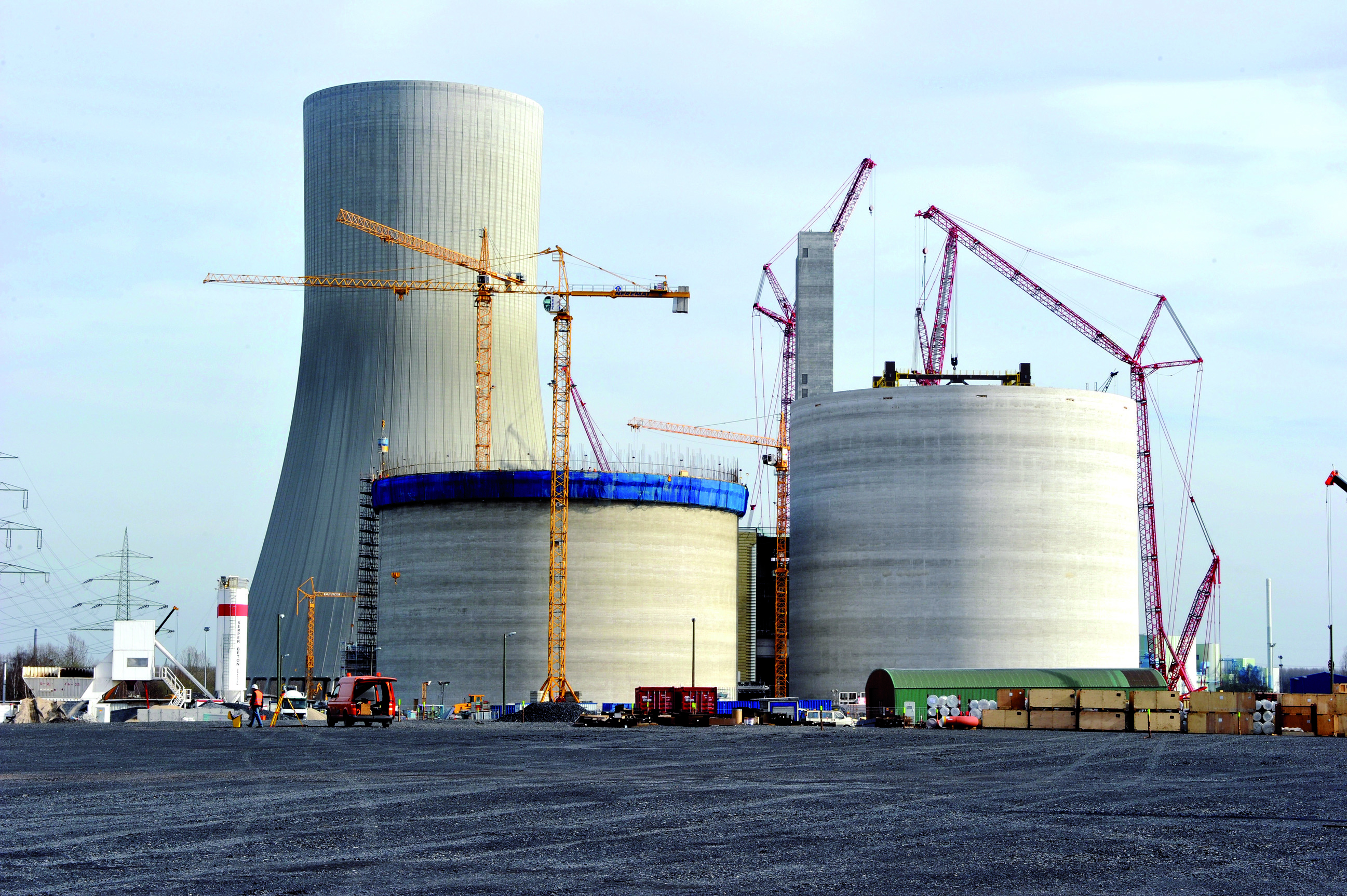
Gleitschalung
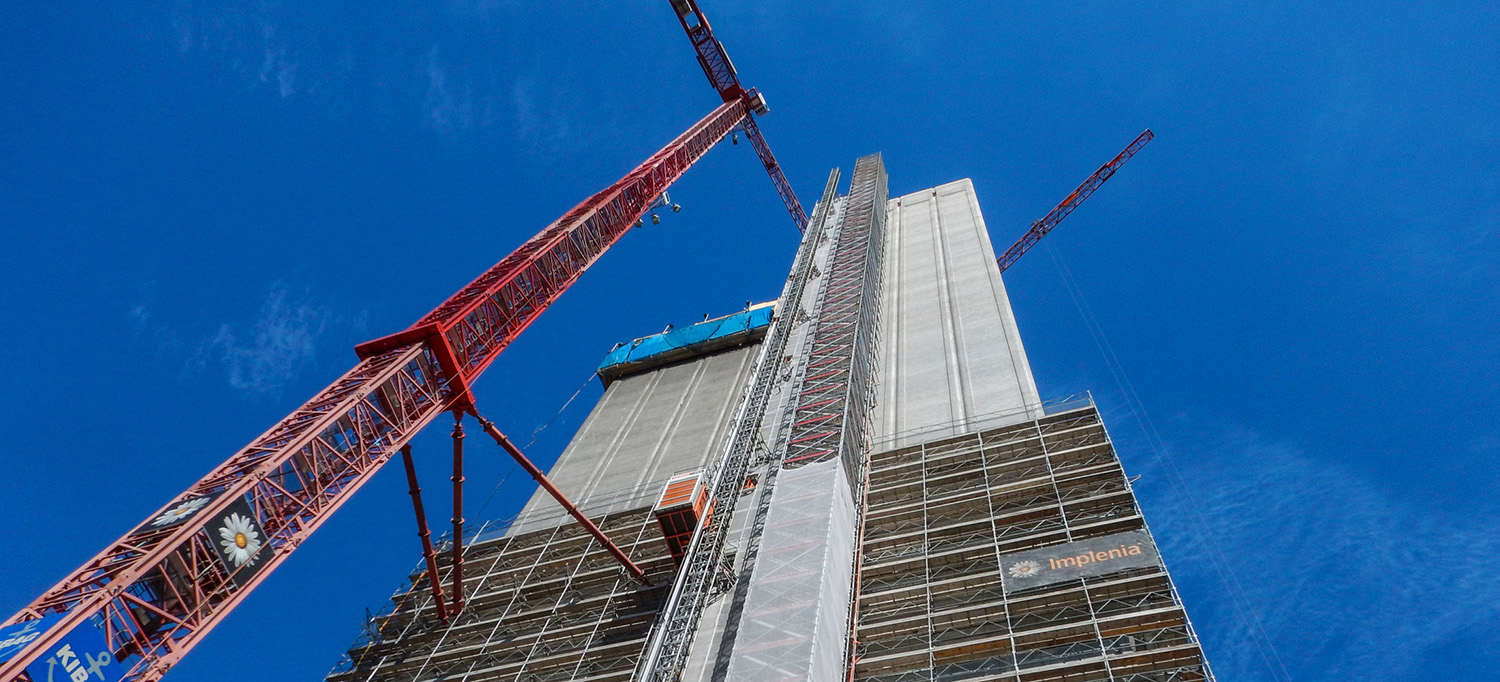
Getreidesilo in Zürich erstellt im Jahr 2015, Höhe 118 m